# Tibet Airlines

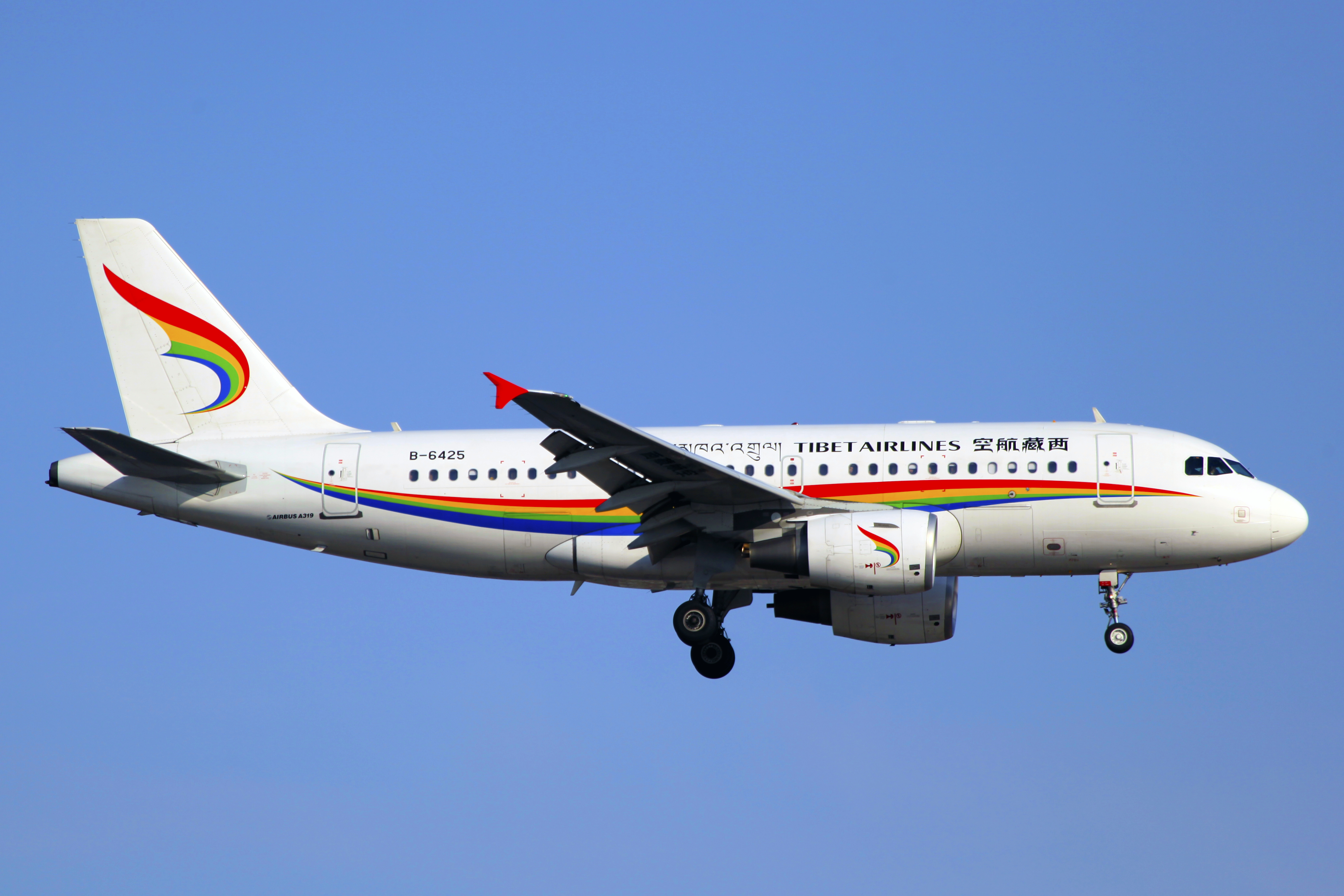
Airbus A319-100 należący do przewoźnika

Tibet Airlines (tybet. བོད་ལྗོངས་མཁའ་འགྲུལ།, wylie. bod ljongs mkha' 'grul, chiń. 西藏航空, pinyin. Xīzàng Hángkōng) – chińska linia lotnicza założona w 2010, z  główną siedzibą w Lhasie. Obsługuje regularne loty krajowe z portu lotniczego Lhasa-Gonggar. 

## Flota
Według stanu na luty 2025 flota Tibet Airlines składała się z 45 samolotów o średnim wieku 7,4 lat:
| Samolot         | Samolot | Samolot   | Liczba miejsc | Liczba miejsc | Liczba miejsc | Liczba miejsc | Uwagi |
| Model           | Aktywne | Zamówione | B             | P             | E             | Łącznie       | Uwagi |
| --------------- | ------- | --------- | ------------- | ------------- | ------------- | ------------- | ----- |
| Airbus A319-100 | 27      | -         | 8             | -             | 120           | 128           |       |
| Airbus A319neo  | 7       | 7         | 8             | -             | 126           | 134           |       |
| Airbus A320-200 | 6       | -         | 8             | -             | 150           | 158           |       |
| Airbus A330-200 | 5       | -         | 12            | 32            | 235           | 279           |       |
| Łącznie         | 45      | 7         |               |               |               |               |       |